# Каровили
Каровили (итал. Carovilli) је насеље у Италији у округу Изернија, региону Молизе.
Према процени из 2011. у насељу је живело 947 становника. Насеље се налази на надморској висини од 884 м.

## Становништво
| 1936. | 1951. | 1961. | 1971. | 1981. | 1991. | 2001. | 2011. |
| ----- | ----- | ----- | ----- | ----- | ----- | ----- | ----- |
| 2.404 | 2.427 | 2.172 | 2.113 | 1.609 | 1.618 | 1.528 | 1.428 |